# La Maison sur l'océan
La Maison sur l'océan, ou La Maison sur la falaise au Québec, (Life as a House) est un film américain d'Irwin Winkler sorti en 2001.

## Synopsis
George Monroe, un architecte d'âge mûr, avait un grand projet. Il s'était promis de restaurer lui-même la maison léguée par son père. Les années ont passé, il a remis, repoussé, renoncé. Piégé par le rythme d'une vie trop chargée, il a abandonné son rêve et perdu beaucoup : il a divorcé d'avec sa femme Robin, son fils Sam a perdu confiance en lui et les gens du coin ne lui rendent pas la vie facile.
Aujourd'hui licencié, George doit redémarrer sa vie sur de nouvelles bases. Sur la côte Pacifique, face à l'océan, il va enfin pouvoir concrétiser son rêve. Il commence seul, mais se retrouve bientôt aidé par son fils et son ex-femme, et enfin quelques voisins.

## Fiche technique
- Titre : La Maison sur l'océan
- Titre québécois : La Maison sur la falaise
- Titre anglais : Life as a house
- Réalisateur : Irwin Winkler
- Producteurs : Irwin Winkler et Rob Cowan
- Scénariste : Mark Andrus
- Pays :  États-Unis
- Langue : anglais
- Musique : Mark Isham

## Distribution
- Kevin Kline (V.F. : Guy Chapellier ; V.Q. : Jean-Luc Montminy) : George Monroe
- Kristin Scott Thomas (V.F. : Micky Sébastian ; V.Q. : Anne Dorval) : Robin Kimball
- Hayden Christensen (V.F. : Alexis Tomassian ; V.Q. : Hugolin Chevrette) : Sam Monroe
- Jena Malone (V.F. : Sylvie Jacob ; V.Q. : Catherine Bonneau) : Alyssa Beck
- Mary Steenburgen (V.Q. : Élizabeth Lesieur) : Coleen Beck
- Jamey Sheridan (V.Q. : Jean-Marie Moncelet) : Peter Kimball
- Ian Somerhalder (V.Q. : Patrice Dubois) : Josh
- Scott Bakula (V.F. : Hervé Jolly) : Kurt Walker
- Scotty Leavenworth (V.Q. : Anthoni Jasmin-Vézina) : Ryan Kimball
- Mike Weinberg (V.Q. : Dominique Ducharme) : Adam Kimball

Source et légende : Version française (V.F.) et Version québécoise (V.Q.) sur Doublage Québec

## Distinctions

### Récompenses
- Audience Award pour Irwin Winkler
- National Board of Review Award de la meilleure révélation masculine pour Hayden Christensen

### Nominations
- Dallas-Fort Worth Film Critics Association Award du meilleur film
- Screen Actors Guild Award du meilleur acteur pour Kevin Kline
- Golden Globe du meilleur acteur dans un second rôle pour Hayden Christensen
- Screen Actors Guild Award du meilleur acteur dans un second rôle pour Hayden Christensen
- Chicago Film Critics Association Award de l'acteur le plus prometteur pour Hayden Christensen
- Online Film Critics Society Award  du meilleur acteur dans un second rôle pour Hayden Christensen
- Dallas-Fort Worth Film Critics Association Award du meilleur acteur dans un second rôle pour Hayden Christensen
- Casting Society of America Award du meilleur casting pour un film dramatique
- Hollywood Makeup Artist and Hair Stylist Guild Award des meilleurs maquillages